# Paweł Chorbiński
Paweł Chorbiński (ur. 16 marca 1963 w Żarach) – polski weterynarz,  dr hab. nauk weterynaryjnych, profesor uczelni. Pracownik Katedry Epizootiologii z Kliniką Ptaków i Zwierząt Egzotycznych na Wydziale Medycyny Weterynaryjnej Uniwersytetu Przyrodniczego we Wrocławiu.

## Życiorys
15 czerwca 1993 obronił pracę doktorską Wpływ niektórych środków warrobójczych na aktywność wybranych enzymów jelita środkowego pszczoły miodnej /Apis mellifera L./, 28 września 2004 habilitował się na podstawie pracy zatytułowanej Rola grzybów z rodzaju Ascosphaera w patologii czerwiu pszczoły miodnej oraz wybranych gatunków pszczół samotnych. Tytuł profesora nauk weterynaryjnych otrzymał 11 grudnia 2023 roku. W latach 2011–2017 pełnił funkcję kierownika (p.o.) w Katedrze Epizootiologii z Kliniką Ptaków i Zwierząt Egzotycznych na Wydziale Medycyny Weterynaryjnej Uniwersytetu Przyrodniczego we Wrocławiu.
Specjalizuje się w zakresie chorób owadów użytkowych. Jego dorobek naukowy liczy ponad 360 artykułów naukowych i rozdziałów z monografii oraz liczne artykuły popularnonaukowe, poradniki i materiały szkoleniowych dla pszczelarzy praktyków i lekarzy weterynarii oraz ekspertyzy. Prowadzi szkolenia, seminaria, warsztaty oraz kursy dla pszczelarzy, z zakresu chorób pszczół, organizowane przez ośrodki szkolenia rolniczego (WODR, ODR), związki pszczelarskie, urzędy i służby weterynaryjne na terenie całego kraju.
W latach 1996–98 pełnił funkcję członka, a w latach 1998-2001 funkcję przewodniczącego Komisji Zdrowotności Pszczół i Ochrony Pasiek Przed Zatruciami przy Polskim Związku Pszczelarskim. W latach 2012–2013 był przewodniczącym Zespołu ds. pszczelarstwa przy Ministerstwie Rolnictwa i Rozwoju Wsi. Jest członkiem Pszczelniczego Towarzystwa Naukowego. Od roku 2013 jest członkiem Komisji ds. Środków Ochrony Roślin Ministerstwie Rolnictwa i Rozwoju Wsi, a od 2022 roku jej wiceprzewodniczącym.
Został odznaczony Brązowym Krzyżem Zasługi (2006), odznaką Zasłużony dla Rolnictwa (2012) i Krzyżem Kawalerskim Orderu Odrodzenia Polski (2023). Za zasługi dla środowisk pszczelarskich Polski Związek Pszczelarski uhonorował go Statuetką ks. Jana Dzierżona.